# أولاد علي بن ميلود (تمجوط)
أولاد علي بن ميلود هو دُوَّار يقع بجماعة الروحا، إقليم زاكورة، جهة درعة تافيلالت في المملكة المغربية. ينتمي الدوّار لمشيخة تمجوط التي تضم 8 دواوير. يقدر عدد سكانه بـ 257 نسمة حسب الإحصاء الرسمي للسكان والسكنى لسنة 2004.

## روابط خارجية
- البوابة الوطنية للجماعات الترابية
- المندوبية السامية للتخطيط